# Брамка (Вармінсько-Мазурське воєводство)
Брамка (пол. Bramka, нім. Himmelforth) — село в Польщі, у гміні Моронґ Острудського повіту Вармінсько-Мазурського воєводства.
Населення — 509 осіб (2011).
Село засноване командиром з Ельблонга, за хелмінським законом, у першій половині XIV століття.
У 1782 році було це королівське село з двома благородними акціями. У той час село складалося з 49 будинків і належало до парафії Моронг. У 1818 році було 53 будинки з 312 жителями. У 1858 році до села належало 57 волок сільсько-господарських угідь, були 81 будинок з 591 жителем.
В 1737, ймовірно, засновано школу в котрій був один клас, а в 1939 била це школа з трьома класами, і на додаток до місцевих дітей приєднувались і ті з довколишніх садиб Пілонг та Силін.
У 1973 році село належало до повіту Моронг та пошти Жабі-Руґ.
У 1975-1998 роках село належало до Ольштинського воєводства.
До 1954 року було центром ґміни Брамка. У 1945-1946 роках Брамка мала назву Небостжеж (пол. Niebostrzeż).

## Демографія
Демографічна структура станом на 31 березня 2011 року:
|          | Загалом | Допрацездатний вік | Працездатний вік | Постпрацездатний вік |
| -------- | ------- | ------------------ | ---------------- | -------------------- |
| Чоловіки | 267     | 67                 | 184              | 16                   |
| Жінки    | 242     | 55                 | 145              | 42                   |
| Разом    | 509     | 122                | 329              | 58                   |